# Rádio Peão Brasil

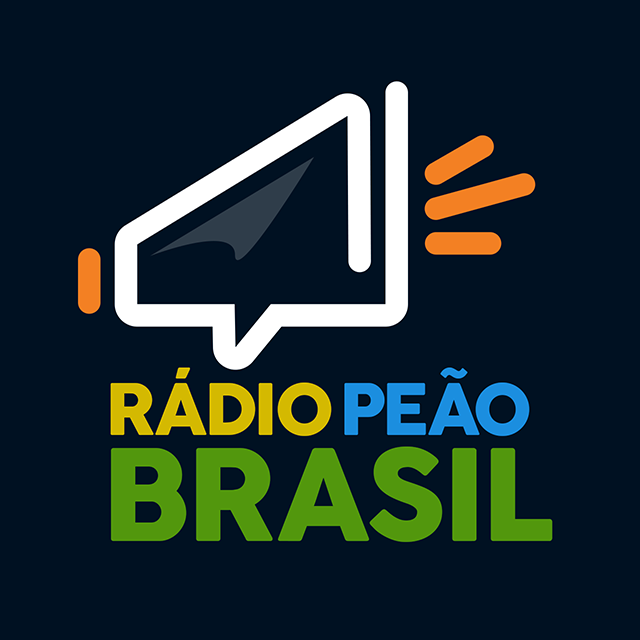
Logo do Rádio Peão Brasil

Rádio Peão Brasil é um jornal digital com foco no mercado de trabalho do Brasil. Foi criado por João Carlos Gonçalves. Em 2018, a rádio do veículo localizada em Santo André (São Paulo), foi ganhadora de Menção Honrosa do Prêmio Vladimir Herzog por Arte, concedido a Gilmar pela obra "Tiro".